# Monts Ōu
Les monts Ōu (奥羽山脈, Ōu-sanmyaku) sont une chaîne de montagnes située dans la région de Tōhoku sur l'île de Honshū au Japon. Cette chaîne montagneuse est la plus longue de tout le Japon et s'étend sur 500 km du sud de la péninsule de Natsudomari de la préfecture d'Aomori aux volcans des monts Nasu à la limite septentrionale de la région de Kantō. Bien que très étendue, cette chaîne ne fait que 35 km de large d'est en ouest. Le sommet le plus élevé en est le mont Iwate, à 2 038 m d'altitude.
Plusieurs montagnes font partie de la chaîne des monts Ōu : les monts Hakkōda, le mont Iwate, le mont Zaō, le mont Azuma-kofuji et le mont Adatara.

## Toponymie
Ces montagnes formaient autrefois la limite entre les provinces historiques de Mutsu (陸奥国) et Dewa (出羽国). Le kanji pour désigner le nom de la chaîne est créé à partir des kanjis respectifs des deux provinces, 奥 et 羽.

## Géologie
La formation des monts Ōu commence à l'époque du Pliocène. Ils se trouvent au milieu de l'arc intérieur de l'arc nord-est du Japon (en) résultant de la subduction de la plaque pacifique sous la plaque nord-américaine. Une chaîne de volcans du Quaternaire le long des monts forme le front volcanique.